# Prix de Dresde

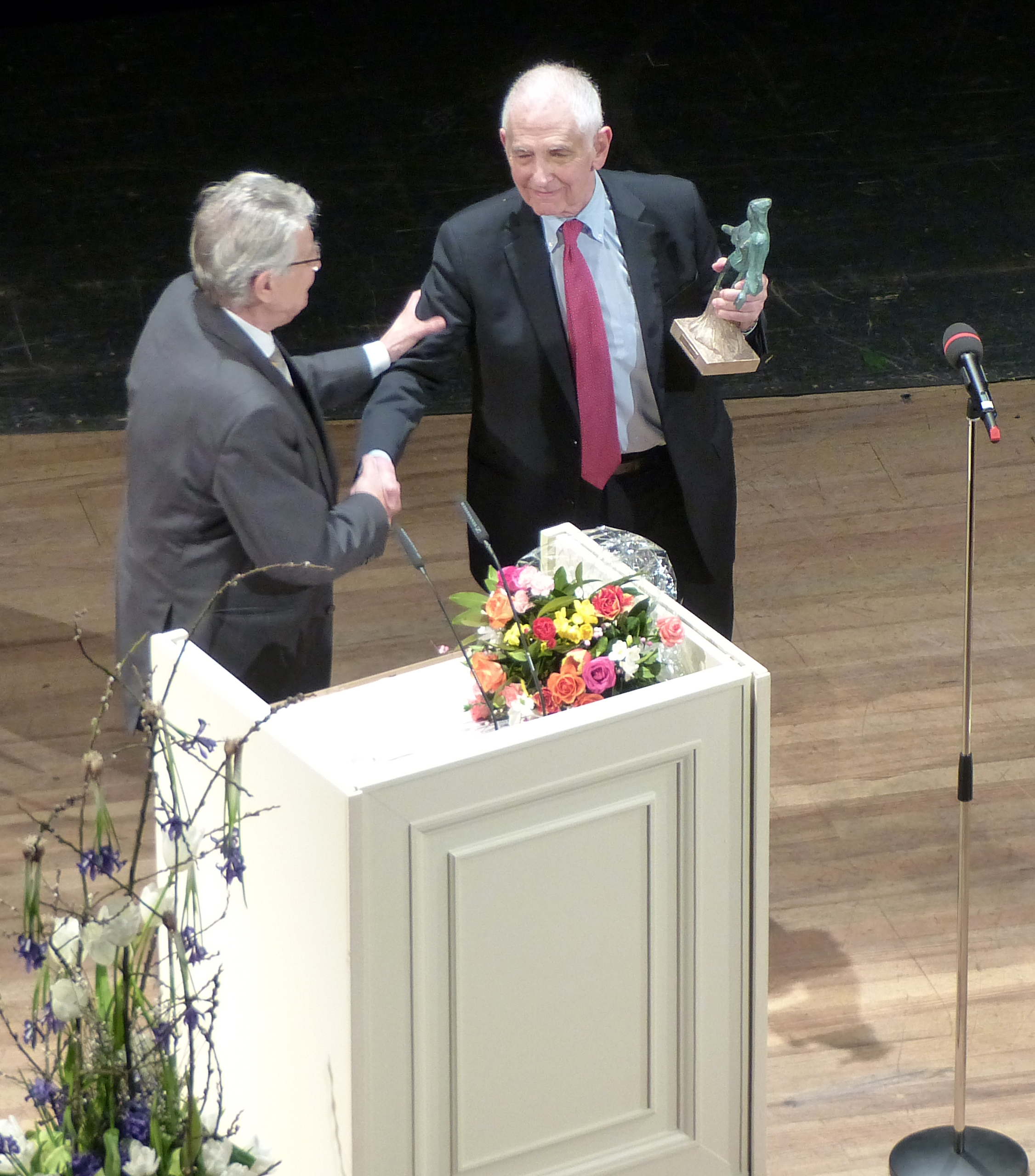
Daniel Ellsberg lors de la remise du prix de Dresde en 2016.

Le prix de Dresde ou prix de la paix de Dresde est un prix décerné chaque année, aux alentours du 13 février, date anniversaire du bombardement de Dresde.

## Signification
Le prix honore des actions particulières contre les conflits, les violences et les escalades. Le prix a été fondé  en 2009 par l'association « Friends of Dresden Deutschland » créée à Dresde. Cette association est une émanation de l'association  Friends of Dresden Inc. (de) créée à New York par le prix Nobel Günter Blobel. Le prix est porté par la Fondation Klaus Tschira. Il est doté de 25 000 €. Le lauréat reçoit une statuette en bronze d'environ 30 cm, créée par Konstanze Feindt Eißner (de) d'après la statue représentant la Grace Thalie figurant sur la fontaine Mozart de la Bürgerwiese (de) de Dresde. Les dommages de guerre subis par la statue originale, exposée maintenant dans le lapidarium de Dresde, sont également visibles sur la sculpture du prix.
Depuis 2010, les prix sont remis lors d'une cérémonie solennelle au Semperoper de Dresde.

## Lauréats
| Année | Lauréat                                                                                        | Laudateur                          | Citation | Image                             |
| ----- | ---------------------------------------------------------------------------------------------- | ---------------------------------- | --- | --------------------------------- |
| 2010  | Mikhaïl Gorbatchev, ancien président de l'URSS                                                 | Gerhart Baum                       | pour ses réalisations dans le domaine de la prévention des conflits et de la violence, et en particulier pour son engagement en faveur du désarmement nucléaire. | Mikhaïl Gorbatchev                |
| 2011  | Daniel Barenboim, chef d'orchestre et pianiste                                                 | Richard von Weizsäcker             | pour la création du West-Eastern Divan Orchestra | Daniel Barenboim                  |
| 2012  | James Nachtwey, photographe de guerre                                                          | Wim Wenders                        | pour ses photographies « que l'on oublie plus jamais » | James Nachtwey                    |
| 2013  | Stanislav Petrov, ancien officier de l'Armée rouge                                             | Claus Kleber (de)                  | Lors d'une alerte déclenchée par les satellites de surveillance soviétiques en septembre 1983, il a pris la décision d'informer sa hiérarchie qu'il pouvait s'agir d'une fausse alerte, et non d'un tir de missiles contre l'Union soviétique comme l'indiquait le système informatique d'alerte anti-missiles. Cette fausse alerte de tir américain aurait pu déclencher une riposte soviétique | Stanislav Petrov                  |
| 2014  | Emmanuel Jal, musicien soudanais et ancien enfant soldat                                       | Fatou Bensouda                     | pour son engagement musical et politique contre les abus militaires sur les enfants en Afrique | Emmanuel Jal                      |
| 2015  | Edward de Kent, membre de la famille royale britannique                                        | Kurt Biedenkopf                    | pour sa contribution à la réconciliation entre la Grande-Bretagne et l'Allemagne. | Edward de Kent                    |
| 2016  | Daniel Ellsberg, ancien analyste qui a révélé les Pentagon Papers                              | Edward Snowden (via Skype)         | l'un des tout premiers lanceurs d'alerte. Son courage en a inspiré d'autres. | Daniel Ellsberg                   |
| 2017  | Domenico Lucano, maire de Riace                                                                | Martin Roth                        | pour l’accueil et l'intégration de 550 réfugiés dans le village de Riace. | Domenico Lucano                   |
| 2018  | Tommie Smith, champion olympique et militant des droits civiques                               | Günter Wallraff                    | pour son geste, avec John Carlos, lors de la cérémonie de remise des médailles aux Jeux olympiques d'été de 1968 au Mexique | Tommie Smith                      |
| 2019  | Phan Thị Kim Phúc, victime de la Guerre du Vietnam                                             | James Nachtwey                     | Militante de la paix honorée pour son travail de réconciliation. Elle refuse la haine, elle est ambassadrice de bonne volonté de l'Unesco et a créé une fondation pour les enfants victimes des guerres par la guerre. |                                   |
| 2020  | Muzoon Almellehan, Militante de l'éducation syrienne et ambassadrice spéciale de l'UNICEF      | Phan Thị Kim Phúc                  | Elle a commencé à l'âge de 14 ans dans un camp de réfugiés jordaniens, où elle avait fui la Syrie avec sa famille. Pour de nombreux réfugiés, la participation à des offres d'éducation n'était pas de la plus haute priorité compte tenu du désespoir dans le camp. Mais Muzoon est passé de la tente à la tente et a convaincu les parents comme les enfants quant à l'importance de l'école.  | Muzoon Almellehan                 |
| 2021  | Cristina Marin Campos, médecin                                                                 | Gerhart Baum                       | Représentante du personnel médical du monde entier qui a fait un travail remarquable et qui continue de le faire durant la crise de la COVID-19. Pour soulager la solitude des patients atteints de COVID isolés dans des stations de soin intensif, Cristina Marin Campos a demandé à la population espagnole d'écrire aux malades. 35 000 lettres ont été reçues le premier jour.              |                                   |
| 2022  | Roger Cox, Avocat qui représente l'initiative groupée dans la plainte contre Royal Dutch Shell |                                    | |                                   |
| 2023  | Daniel Libeskind, architecte                                                                   | Marion Ackermann                   | « Quand tout semble être fini, une guerre, un génocide, un attentat terroriste, il reste la mémoire. Et comment on se souvient, pourrait aussi décider si cela peut se reproduire. Nous avons besoin de lieux de mémoire et de souvenir. Et ils devraient être comme celui conçu par Daniel Libeskind : incontournable. »                                                                        | Daniel Libeskind                  |
| 2024  | Alexeï Navalny dissident russe (à titre posthume) et Ioulia Navalnaïa,                         |                                    | | Alexei Nawalny · Julija Nawalnaja |
| 2025  | Cour européenne des droits de l'homme                                                          | Sabine Leutheusser-Schnarrenberger | La Cour de justice est une « marque de fabrique de l’Europe ». Elle aborde également les préoccupations des personnes « qui sont confrontées à des difficultés insurmontables dans leur vie ». |                                   |

## Prix d'honneur
Pour la première fois en 2023 a été décerné un prix d'honneur des « amis de Dresde ». Il a été attribué à l'homme politique Gerhart Baum. Il « s'est engagé toute sa vie pour les droits de l'homme et la paix ». L'éloge a été prononcé par Dirk Hilbert, maire de Dresde .